# 岐阜県道435号御岳山朝日線

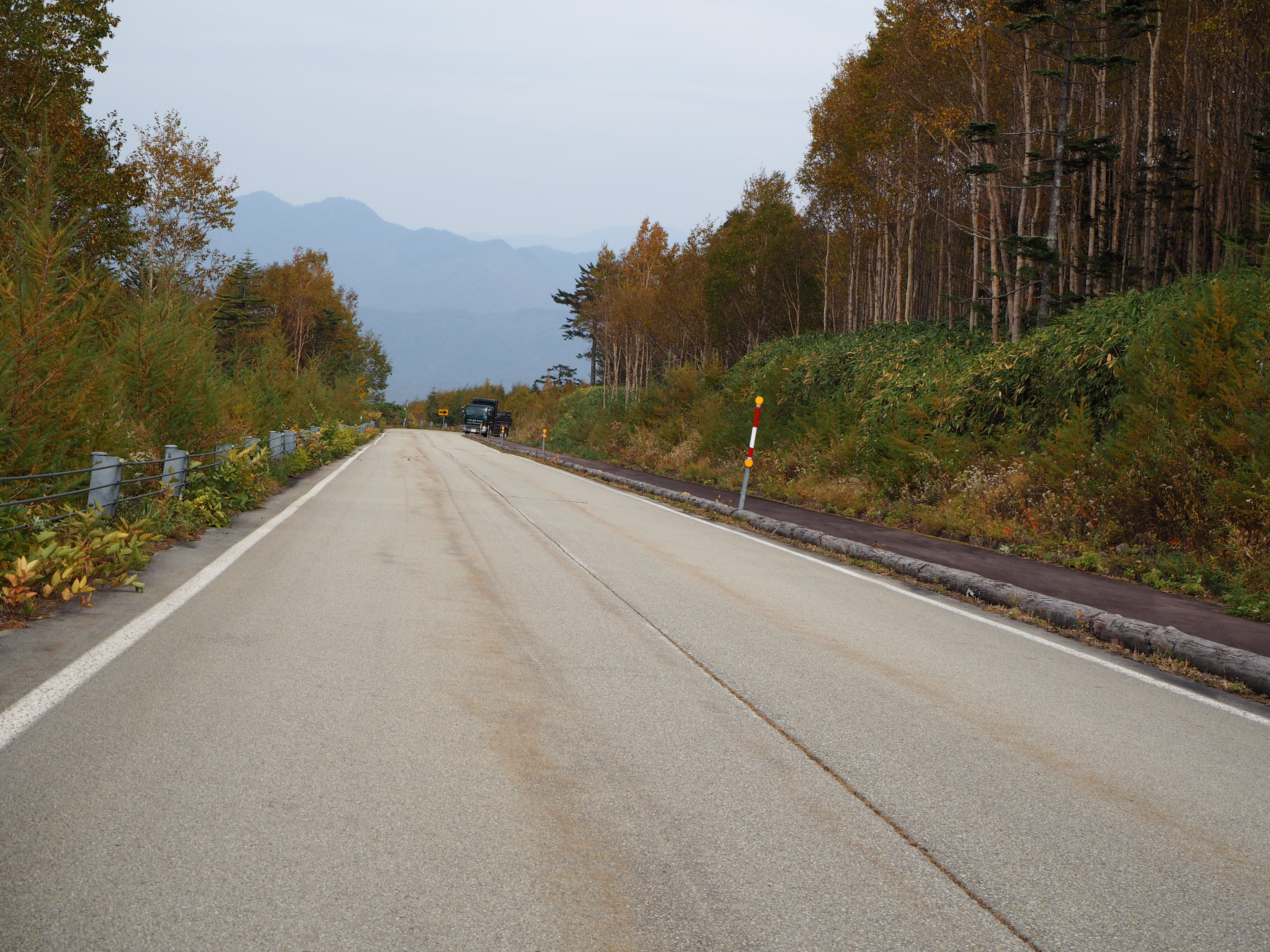
岐阜県道435号御岳山朝日線

岐阜県道435号御岳山朝日線（ぎふけんどう435ごう おんたけさんあさひせん）は、岐阜県下呂市から同県高山市に至る一般県道である。

## 概要

### 路線データ
- 起点：岐阜県下呂市小坂町落合濁河（御岳山）
- 終点：岐阜県高山市朝日町小瀬ケ洞（国道361号交点）

## 路線状況

### 別名
- 飛騨御岳しだれ桜街道（高山市、下呂市）

### 重複区間
- 岐阜県道441号濁河温泉線（下呂市小坂町落合唐谷 濁河温泉 - 下呂市小坂町落合）[1]

## 沿革
- 1977年（昭和52年）2月27日 ： 認定[2]

## 通過する自治体
- 岐阜県
  - 下呂市
  - 高山市

## 接続する道路
- 岐阜県道441号落合飛騨小坂停車場線（下呂市小坂町落合唐谷）
- 岐阜県道463号朝日高根線（高山市高根町日和田）
- 国道361号（高山市朝日町小瀬ケ洞）

## 周辺
- 御岳山
- 濁河温泉
- 御嶽少年自然の家
- チャオ御岳スノーリゾート
- 秋神温泉
- 氷点下の森
- 秋神郵便局
- 秋神ダム（木曽川水系秋神川）